# Arantxa Parra Santonja
Dit is een Spaanse naam; Parra is de vadernaam en Santonja is de moedernaam.
Arantxa Parra Santonja (Valencia, 9 november 1982) is een professioneel tennisspeelster uit Spanje. Parra Santonja ging tennissen toen zij tien jaar oud was. Zij begon haar professionele carrière in 2000. Zij is rechtshandig maar speelt met zowel een tweehandige backhand als een tweehandige forehand.
Op de WTA-tour wist zij tot nu toe geen enkelspeltitel te behalen. Zij won wel elf titels in het enkelspel in het ITF-circuit. Haar beste resultaat op de grandslamtoernooien is het bereiken van de derde ronde op Roland Garros in 2004. Zij verloor toen van de Française Amélie Mauresmo.
In het dubbelspel won zij elf titels op de WTA-tour. Alle titels op een na werden behaald met Spaanse collega's: Lourdes Domínguez Lino, Nuria Llagostera Vives en Anabel Medina Garrigues. Haar beste resultaat op de grandslamtoernooien is het bereiken van de kwartfinale, eenmaal op Wimbledon 2011 samen met Nuria Llagostera Vives en andermaal op Roland Garros 2014 samen met de Nieuw-Zeelandse Marina Erakovic.
Ook in het gemengd dubbelspel bereikte Parra Santonja een kwartfinale, op Roland Garros 2014, met de Mexicaan Santiago González aan haar zijde.

## Posities op deWTA-ranglijst
Positie per einde seizoen:
| jaartal | ranking enkelspel | ranking dubbelspel |
| ------- | ----------------- | ------------------ |
| 2018    | -                 | 92                 |
| 2017    | -                 | 90                 |
| 2016    | -                 | 34                 |
| 2015    | 859               | 37                 |
| 2014    | 392               | 30                 |
| 2013    | 219               | 35                 |
| 2012    | 255               | 53                 |
| 2011    | 118               | 34                 |
| 2010    | 64                | 60                 |
| 2009    | 91                | 60                 |
| 2008    | 359               | 81                 |
| 2007    | 356               | 73                 |
| 2006    | 173               | 138                |
| 2005    | 107               | 195                |
| 2004    | 70                | 151                |
| 2003    | 68                | 149                |
| 2002    | 184               | 248                |
| 2001    | 306               | 455                |
| 2000    | 710               | 891                |
| 1999    | 1028              | 891                |

## Palmares
| Legenda                | Legenda                  |
| ---------------------- | ------------------------ |
| Grandslamtoernooi      |                          |
| Olympische Spelen      |                          |
| Year-End Championships |                          |
| tot 2009               | 2009 – 2020 / vanaf 2021 |
| Tier I                 | Premier Mandatory        |
| Tier II                | Premier Five / WTA 1000  |
| Tier III               | Premier / WTA 500        |
| Tier IV & V            | International / WTA 250  |
|                        | Challenger / WTA 125     |

### WTA-finaleplaatsen enkelspel
| nr.              | finaledatum | toernooi     | ondergrond | tegenstandster       | score    |         |
| ---------------- | ----------- | ------------ | ---------- | -------------------- | -------- | ------- |
| gewonnen finales |             |              |            |                      |          |         |
| geen             |             |              |            |                      |          |         |
| verloren finales |             |              |            |                      |          |         |
| 1.               | 2010-05-08  | WTA Estoril  | gravel     | Anastasija Sevastova | 2-6, 5-7 | details |
| 2.               | 2011-02-26  | WTA Acapulco | gravel     | Gisela Dulko         | 3-6, 6-7 | details |

### WTA-finaleplaatsen vrouwendubbelspel
| nr.              | finaledatum | toernooi        | ondergrond    | partner                     | tegenstandsters                                    | score             |         |
| ---------------- | ----------- | --------------- | ------------- | --------------------------- | -------------------------------------------------- | ----------------- | ------- |
| gewonnen finales |             |                 |               |                             |                                                    |                   |         |
| 1.               | 2007-03-03  | WTA Acapulco    | gravel        | Lourdes Domínguez Lino      | Émilie Loit Nicole Pratt                           | 6-3, 6-3          | details |
| 2.               | 2007-06-17  | WTA Barcelona   | gravel        | Nuria Llagostera Vives      | Lourdes Domínguez Lino Flavia Pennetta             | 7-6, 2-6, [12-10] | details |
| 3.               | 2008-06-15  | WTA Barcelona   | gravel        | Lourdes Domínguez Lino      | Nuria Llagostera Vives María José Martínez Sánchez | 4-6, 7-5, [10-4]  | details |
| 4.               | 2011-04-09  | WTA Marbella    | gravel        | Nuria Llagostera Vives      | Sara Errani Roberta Vinci                          | 3-6, 6-4, [10-5]  | details |
| 5.               | 2012-01-07  | WTA Brisbane    | hardcourt     | Nuria Llagostera Vives      | Raquel Kops-Jones Abigail Spears                   | 7-6, 7-6          | details |
| 6.               | 2013-03-02  | WTA Acapulco    | gravel        | Lourdes Domínguez Lino      | Catalina Castaño Mariana Duque Mariño              | 6-4, 7-6          | details |
| 7.               | 2014-06-20  | WTA Rosmalen    | gras          | Marina Erakovic             | Michaëlla Krajicek Kristina Mladenovic             | 0-6, 7-6, [10-8]  | details |
| 8.               | 2015-02-15  | WTA Antwerpen   | hardcourt (i) | Anabel Medina Garrigues     | An-Sophie Mestach Alison Van Uytvanck              | 6-4, 3-6, [10-5]  | details |
| 9.               | 2016-02-27  | WTA Acapulco    | hardcourt     | Anabel Medina Garrigues     | Kiki Bertens Johanna Larsson                       | 6-0, 6-4          | details |
| 10.              | 2016-03-06  | WTA Monterrey   | hardcourt     | Anabel Medina Garrigues     | Petra Martić Maria Sanchez                         | 4-6, 7-5, [10-7]  | details |
| 11.              | 2016-05-21  | WTA Straatsburg | gravel        | Anabel Medina Garrigues     | María Irigoyen Liang Chen                          | 6-2, 6-0          | details |
| verloren finales |             |                 |               |                             |                                                    |                   |         |
| 1.               | 2003-07-13  | WTA Palermo     | gravel        | María José Martínez Sánchez | Adriana Serra Zanetti Emily Stellato               | 4-6, 2-6          | details |
| 2.               | 2004-02-29  | WTA Bogota      | gravel        | Anabel Medina Garrigues     | Barbara Schwartz Jasmin Wöhr                       | 1-6, 3-6          | details |
| 3.               | 2007-05-06  | WTA Estoril     | gravel        | Lourdes Domínguez Lino      | Andreea Ehritt-Vanc Anastasia Rodionova            | 3-6, 2-6          | details |
| 4.               | 2009-01-10  | WTA Auckland    | hardcourt     | Nuria Llagostera Vives      | Nathalie Dechy Mara Santangelo                     | 6-4, 6-7, [10-12] | details |
| 5.               | 2009-02-28  | WTA Acapulco    | gravel        | Lourdes Domínguez Lino      | Nuria Llagostera Vives María José Martínez Sánchez | 4-6, 2-6          | details |
| 6.               | 2010-01-09  | WTA Brisbane    | hardcourt     | Melinda Czink               | Andrea Hlaváčková Lucie Hradecká                   | 6-2, 6-7, [4-10]  | details |
| 7.               | 2011-02-26  | WTA Acapulco    | gravel        | Lourdes Domínguez Lino      | Marija Koryttseva Ioana Raluca Olaru               | 6-3, 1-6, [4-10]  | details |
| 8.               | 2011-07-09  | WTA Båstad      | gravel        | Nuria Llagostera Vives      | Lourdes Domínguez Lino María José Martínez Sánchez | 3-6, 3-6          | details |
| 9.               | 2012-03-03  | WTA Acapulco    | gravel        | Lourdes Domínguez Lino      | Sara Errani Roberta Vinci                          | 2-6, 1-6          | details |
| 10.              | 2013-06-22  | WTA Rosmalen    | gras          | Dominika Cibulková          | Irina-Camelia Begu Anabel Medina Garrigues         | 6-4, 6-7, [9-11]  | details |
| 11.              | 2013-10-06  | WTA Peking      | hardcourt     | Vera Doesjevina             | Cara Black Sania Mirza                             | 2-6, 2-6          | details |
| 12.              | 2014-08-23  | WTA New Haven   | hardcourt     | Marina Erakovic             | Andreja Klepač Sílvia Soler Espinosa               | 5-7, 6-4, [7-10]  | details |
| 13.              | 2014-10-19  | WTA Moskou      | hardcourt (i) | Caroline Garcia             | Martina Hingis Flavia Pennetta                     | 3-6, 5-7          | details |
| 14.              | 2015-08-09  | WTA Stanford    | hardcourt     | Anabel Medina Garrigues     | Xu Yifan Zheng Saisai                              | 1-6, 3-6          | details |
| 15.              | 2015-10-25  | WTA Luxemburg   | hardcourt (i) | Anabel Medina Garrigues     | Mona Barthel Laura Siegemund                       | 2-6, 6-7          | details |
| 16.              | 2015-11-08  | Elite Trophy    | hardcourt (i) | Anabel Medina Garrigues     | Liang Chen Wang Yafan                              | 4-6, 3-6          | details |

### Gewonnen ITF-toernooien enkelspel
| nr. | finaledatum | toernooi        | dotatie  | tegenstandster in finale | score         |
| --- | ----------- | --------------- | -------- | ------------------------ | ------------- |
| 1.  | 2001-06-24  | Montemor-o-Novo | $10.000  | Vanessa Devesa           | 6-2, 6-2      |
| 2.  | 2001-08-05  | Pontevedra      | $10.000  | Ana Catarina Nogueira    | 6-3, 6-1      |
| 3.  | 2001-09-16  | Madrid          | $10.000  | Anna Floris              | 3-6, 6-3, 6-0 |
| 4.  | 2001-09-23  | Barcelona       | $10.000  | Ines Heise               | 6-3, 6-2      |
| 5.  | 2002-02-24  | Vale do Lobo    | $10.000  | Anna Floris              | 6-0, 6-4      |
| 6.  | 2002-09-29  | Lecce           | $25.000  | Lenka Němečková          | 6-3, 6-4      |
| 7.  | 2003-06-15  | Marseille       | $50.000  | Claudine Schaul          | 6-2, 6-1      |
| 8.  | 2008-10-19  | Mexico-Stad     | $25.000  | Soledad Esperón          | 6-2, 6-2      |
| 9.  | 2009-07-26  | Pétange         | $75.000  | Jekaterina Bytsjkova     | 6-3, 6-2      |
| 10. | 2009-09-21  | Saint-Malo      | $100.000 | Alexandra Dulgheru       | 6-4, 6-3      |
| 11. | 2012-05-19  | Casablanca      | $25.000  | Olha Savtsjoek           | 6-4, 6-4      |

### Gewonnen ITF-toernooien dubbelspel
| nr. | finaledatum | toernooi        | dotatie  | partner                     | tegenstandsters in finale                              | score         |
| --- | ----------- | --------------- | -------- | --------------------------- | ------------------------------------------------------ | ------------- |
| 1.  | 2001-09-23  | Barcelona       | $10.000  | Anna Font Estrada           | Lana Popadić María José Sánchez Alayeto                | 6-1, 6-2      |
| 2.  | 2002-03-31  | San Luis Potosí | $25.000  | Dominika Luzarová           | Vanessa Menga Carla Tiene                              | 7-5, 4-6, 6-3 |
| 3.  | 2003-07-08  | Galatina        | $25.000  | María Emilia Salerni        | Bahia Mouhtassine Andreea Ehritt-Vanc                  | 6-0, 7-6      |
| 4.  | 2005-10-30  | Sant Cugat      | $25.000  | Lourdes Domínguez Lino      | Conchita Martínez Granados María José Martínez Sánchez | 6-4, 6-3      |
| 5.  | 2007-07-06  | Valladolid      | $25.000  | Nuria Llagostera Vives      | Ria Dörnemann Justine Ozga                             | 6-0, 6-2      |
| 6.  | 2007-09-23  | Madrid          | $25.000  | María José Martínez Sánchez | Monica Niculescu Yevgenia Savranska                    | 6-1, 7-6      |
| 7.  | 2008-04-20  | Saint-Malo      | $100.000 | María José Martínez Sánchez | Renata Voráčová Anastasija Jakimava                    | 6-2, 6-1      |
| 8.  | 2009-02-14  | Cali            | $50.000  | Betina Jozami               | Frederica Piedade Anastasija Jakimava                  | 6-3, 6-1      |
| 9.  | 2012-10-13  | Sant Cugat      | $25.000  | Letícia Costas Moreira      | Inés Ferrer Suárez Richèl Hogenkamp                    | 6-3, 6-3      |

## Prestatietabel grandslamtoernooien
| Legenda | Legenda                          |
| ------- | -------------------------------- |
| g.t.    | geen toernooi gehouden           |
| l.c.    | lagere categorie                 |
| –       | niet deelgenomen                 |
| G       | uitgeschakeld in de groepsfase   |
| 1R      | uitgeschakeld in de eerste ronde |
| 2R      | uitgeschakeld in de tweede ronde |
| 3R      | uitgeschakeld in de derde ronde  |
| 4R      | uitgeschakeld in de vierde ronde |
| KF      | uitgeschakeld in de kwartfinale  |
| HF      | uitgeschakeld in de halve finale |
| F       | de finale verloren               |
| W       | het toernooi gewonnen            |
| w-v     | winst/verlies-balans             |

### Enkelspel
| Toernooi        | 2003 | 2004 | 2005 | 2006 |    | 2009 | 2010 | 2011 | w-v |
| --------------- | ---- | ---- | ---- | ---- | -- | ---- | ---- | ---- | --- |
| Australian Open | –    | 1R   | 1R   | 2R   | –  | 1R   | 1R   | 1-5  |     |
| Roland Garros   | –    | 3R   | 2R   | 1R   | –  | 2R   | 1R   | 4-5  |     |
| Wimbledon       | 2R   | 2R   | 1R   | –    | 2R | 2R   | 1R   | 4-6  |     |
| US Open         | 2R   | 2R   | 1R   | –    | –  | 1R   | –    | 2-4  |     |

### Vrouwendubbelspel
| Toernooi        | 2004 | 2005 |    | 2007 | 2008 | 2009 | 2010 | 2011 | 2012 | 2013 | 2014 | 2015 | 2016 | 2017 | 2018  | w-v |
| --------------- | ---- | ---- | -- | ---- | ---- | ---- | ---- | ---- | ---- | ---- | ---- | ---- | ---- | ---- | ----- | --- |
| Australian Open | –    | 1R   | –  | 1R   | 2R   | 1R   | 1R   | 2R   | 3R   | 2R   | 1R   | 3R   | –    | 2R   | 8-11  |     |
| Roland Garros   | 1R   | 2R   | 2R | 1R   | 2R   | 1R   | 2R   | 3R   | 2R   | KF   | 1R   | 1R   | 1R   | 2R   | 11-14 |     |
| Wimbledon       | 1R   | 1R   | 2R | 1R   | 1R   | 1R   | KF   | 1R   | 1R   | 1R   | 3R   | 3R   | 2R   | 2R   | 10-14 |     |
| US Open         | 1R   | –    | 1R | 1R   | 1R   | 1R   | 2R   | –    | 1R   | 2R   | 2R   | 2R   | 2R   | 1R   | 5-12  |     |

### Gemengd dubbelspel
| Toernooi        | 2011 |    | 2014 | 2015 | 2016 | 2017 | 2018 | w-v |
| --------------- | ---- | -- | ---- | ---- | ---- | ---- | ---- | --- |
| Australian Open | –    | 1R | 1R   | 1R   | –    | 1R   | 0-4  |     |
| Roland Garros   | –    | KF | 1R   | 1R   | –    | –    | 2-3  |     |
| Wimbledon       | 1R   | 2R | 2R   | 3R   | –    | 2R   | 2-5  |     |
| US Open         | –    | 1R | 1R   | 1R   | 1R   | –    | 0-4  |     |